# أب بند (استبهان)
أب بند (بالفارسية: آب‌بند) هي قرية تقع في Central District في إيران. يقدر عدد سكانها بـ 217 نسمة .